# Bistum Aberdeen
Das Bistum Aberdeen (lat.: Dioecesis Aberdonensis) mit Sitz in Aberdeen ist ein Bistum der römisch-katholischen Kirche in Schottland.

## Geschichte
Aberdeen war bereits im Jahre 1131 Sitz eines Bistums, das jedoch mit der schottischen Reformation 1577 in ein Bistum der Church of Scotland umgewandelt wurde und ab 1689 als Bistum der Scottish Episcopal Church bestand (heute Diözese von Aberdeen und Orkney).
Am 23. Juli 1727 wurde das Apostolische Vikariat Schottland in zwei Vikariate geteilt: das „Lowland District“ und das „Highland District“. Am 13. Februar 1827 wurde das Apostolische Vikariat „Highland District“ mit dem Breve Quanta laetitia durch Leo XII. in „Northern District“ umbenannt. 1855 wurden die Gebiete der Shetland, Orkney und Caithness der Nordpolmission zugeschlagen.
Im Zuge der Neustrukturierung der katholischen Hierarchie in Schottland erhob Papst Leo XIII. kraft der Zirkumskriptionsbulle Ex supremo Apostolatus das Vikariat „Northern District“ am 4. März 1878 mit den Gebieten Shetland, Orkney und Caithness der aufgelösten Nordpolmission zum heutigen Bistum, das dem neuerrichteten Erzbistum Saint Andrews und Edinburgh als eins von vier Suffraganbistümern unterstellt wurde.